# كاستلوكو إنفيريوري
كاستلوكو إنفيريوري (بالإيطالية: Castelluccio Inferiore)‏ هي بلدية في مقاطعة بوتنسا في إقليم بازيليكاتا الإيطالي.

## السكان
في سنة 1861 بلغ عدد السكان 2٬972 نسمة، وتطور العدد ليصل في سنة 2011 لـ 2٬179 نسمة.
يظهر هذا المخطط البياني تطور النمو السكاني لـ كاستلوكو إنفيريوري